# Mécanisme de Brout-Englert-Higgs-Hagen-Guralnik-Kibble
En physique des particules le mécanisme de Brout-Englert-Higgs-Hagen-Guralnik-Kibble (BEHHGK, prononcé « Beck »), souvent abrégé (au détriment de certains auteurs) mécanisme de Brout-Englert-Higgs, voire mécanisme de Higgs, introduit indépendamment par François Englert et Robert Brout, par Peter Higgs, et par Gerald Guralnik, Carl Richard Hagen et Thomas Kibble, en 1964, décrit un processus par lequel une symétrie locale de la théorie peut être brisée spontanément, en introduisant un champ scalaire {\displaystyle \phi } de valeur moyenne non nulle dans le vide.
Ce mécanisme a été imaginé pour tenter d'expliquer que certains bosons de jauge ont une masse, ce qui est un fait a priori incompatible avec le modèle standard, en interprétant le concept de masse comme la résultante d'une interaction entre ces bosons et le champ de Higgs {\displaystyle \phi }.

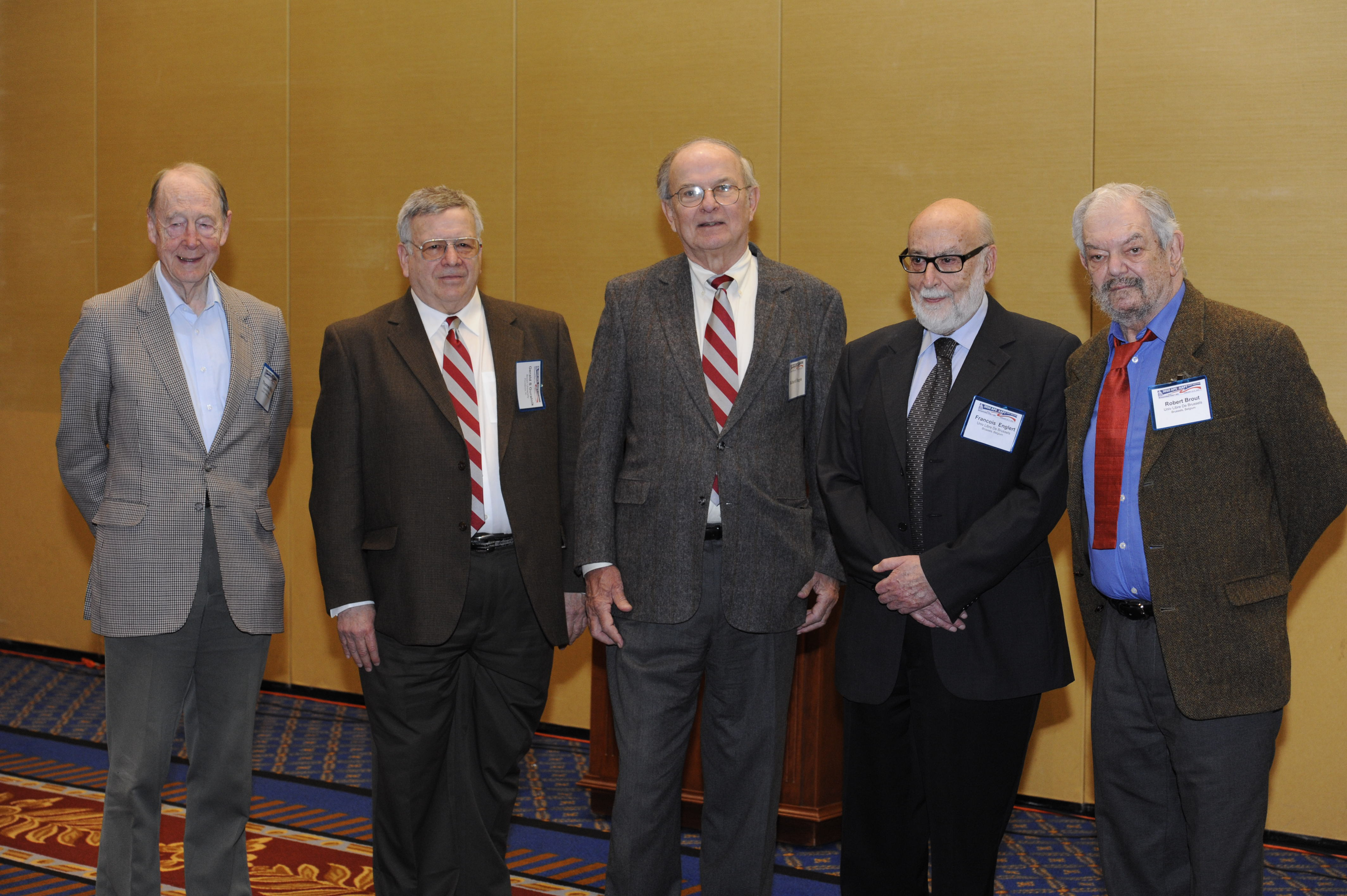
Kibble, Guralnik, Hagen, Englert, et Brout lors de la remise du Prix Sakurai 2010.

## Cas de la brisure électrofaible
Dans le cadre du modèle standard, le mécanisme BEHHGK briserait l'interaction électrofaible, fondée sur le groupe de jauge {\displaystyle SU(2)\times U(1)\,}, en conférant une masse non nulle à plusieurs de ses bosons de jauge, plus précisément les bosons W et Z, alors que le photon reste lui de masse nulle. En conséquence, l'interaction faible, qui est transportée par les bosons W et Z (et dont le groupe de jauge est {\displaystyle SU(2)\,}), est à courte portée (de l'ordre de 10−18 m), alors que l'interaction électromagnétique, qui est transportée par le photon (et dont le groupe de jauge est {\displaystyle U(1)\,}), est dite de portée infinie, ce qui revient à dire qu'elle est visible macroscopiquement. De façon indirecte, le mécanisme BEHHGK serait également la source de la masse non nulle de tous les fermions qui composent la matière.

### Motivations
Le modèle standard de la physique des particules repose en grande partie sur les concepts de symétrie et d'invariance, notamment l'invariance de jauge, qui génère les interactions. Cette invariance concerne notamment le lagrangien du modèle, et interdit d'introduire des termes de masse pour les bosons de jauges, vecteurs de l'interaction. Or on sait aujourd'hui que certains de ces bosons (les W et le Z de l'interaction faible) ont une masse. Le défi consiste donc à générer ces termes de masse dans le lagrangien en évitant de remettre en cause tout cet édifice théorique.

### Principes
L'idée consiste alors à introduire un champ scalaire {\displaystyle \phi } particulier, caractérisé par son potentiel, et choisi de sorte à avoir un état du vide non nul, qu'on appelle alors champ de Higgs électrofaible.
Ce champ scalaire est un doublet de {\displaystyle SU(2)}, et le potentiel le plus général qui soit invariant et renormalisable qui lui correspond est :
{\displaystyle V(\phi ^{\dagger }\phi )=\mu ^{2}\phi ^{\dagger }\phi +\lambda (\phi ^{\dagger }\phi )^{2}},
construit à l'aide de la quantité invariante {\displaystyle \phi ^{\dagger }\phi }, avec {\displaystyle \lambda } nécessairement positif puisqu'on souhaite avoir un état d'énergie la plus basse, et où {\displaystyle \dagger } désigne l'opérateur adjoint.

#### Apparition de la masse
Afin d'avoir la brisure de symétrie recherchée, il faut considérer {\displaystyle \mu ^{2}<0}, ainsi l'état du vide n'est plus invariant par rotation dans {\displaystyle SU(2)}.
À basse énergie, il est commode de développer les calculs autour de ces minima d'énergie. C'est ce développement qui est à l'origine de la brisure de symétrie, en ne considérant que certains termes d'ordre les plus bas.
Dans une telle approximation, des termes de « masse » apparaissent alors naturellement.

#### Explication
Ici, les deux lagrangiens, avant et après brisure, sont bien équivalents, et la physique reste la même. Si l'on pouvait résoudre exactement les équations dynamiques avant brisure, on aurait une dynamique avec des bosons sans masse, mais dont l'interaction avec le champ de Higgs conduit à un comportement équivalent à celui de bosons massifs. Le développement autour du vide permet simplement de faire apparaître explicitement des termes qui ont les bonnes propriétés pour être interprétés comme des masses. Dit autrement, dans ce mécanisme, la masse n'est pas une propriété intrinsèque d'une particule, mais une mesure de son interaction avec le champ de Higgs {\displaystyle \phi } introduit.

### Le boson de Higgs
Selon le principe de la dualité onde-corpuscule, au champ de Higgs {\displaystyle \phi } peut être appariée une particule correspondante, dénommée boson de Higgs, qui permet d'expliquer la brisure de symétrie observée au travers d'un corpuscule plutôt que d'un champ. C'est sur ce boson que se concentre la recherche scientifique pour étayer l'hypothèse du mécanisme BEHHGK.

## Vulgarisation scientifique
Le champ de Higgs peut être vu comme une « mélasse » dans laquelle baignent les particules qui nous entourent : selon leur interaction avec cette mélasse (par exemple leur coefficient de frottement), ces particules s'y meuvent plus ou moins facilement, donnant ainsi l'illusion qu'elles ont un poids spécifique. En fait selon le mécanisme BEHHGK, les particules que l'on connait n'auraient donc pas de masse intrinsèque, celle-ci ne serait qu'une mesure de leur interaction plus ou moins grande avec le champ de Higgs qu'il introduit.
De l'absence d'interaction du photon avec ce champ découlerait ainsi à la fois sa masse nulle (le photon se mouvant sans difficulté dans le champ  de Higgs), et la portée infinie du champ  électromagnétique (le photon n'étant pas ralenti par les bosons de Higgs).